# Івенчешть
Івенчешть, Івенчешті (рум. Ivăncești) — село у повіті Вранча в Румунії. Входить до складу комуни Болотешть.
Село розташоване на відстані 172 км на північний схід від Бухареста, 12 км на північ від Фокшан, 81 км на північний захід від Галаца, 119 км на схід від Брашова.

## Населення
За даними перепису населення 2002 року у селі проживали 426 осіб, усі — румуни. Усі жителі села рідною мовою назвали румунську.